# 威洛布魯克 (伊利諾伊州杜佩奇縣)
威洛布魯克（英語：Willowbrook）是位於美國伊利諾伊州杜佩奇縣的一個村落。

## 地理
威洛布魯克的座標為41°46′02″N 87°56′57″W / 41.76722°N 87.94917°W，而該地最高點為海拔高度223米（即732英尺）。

## 人口
根據2010年美國人口普查的數據，威洛布魯克的面積為7.11平方千米，當中陸地面積為6.97平方千米，而水域面積為0.14平方千米。當地共有人口8540人，而人口密度為每平方千米1,201人。